# 盘湾镇
盘湾镇，是中华人民共和国江苏省盐城市射阳县下辖的一个乡镇级行政单位。

## 行政区划
盘湾镇下辖以下地区：
盘东社区、盘西社区、新华村、宏大村、中华村、振阳村、新沃村、安石村、裕丰村、塘南村、裕民村和南沃村。